# Telescópio de detritos espaciais da ESA
O Telescópio de detritos espaciais da Agência Espacial Europeia fica situado no Observatório Teide na ilha de Tenerife, Espanha. Com efeito, o telescópio é a estação óptica em Terra da Agência Espacial Europeia, que faz parte do experimento Artemis.Como grande parte do tempo das observações feitas ao telescópio é dedicada à análise de detritos espaciais, em especial a observação de detritos no anel geoestacionário e na órbita de transferência geoestacionária; o termo Telescópio de detritos espaciais da ESA, tornou-se muito frequente. São realizadas várias pesquisas sobre os detritos mensalmente.
Este, é um telescópio Ritchey-Chrétien, com uma abertura de 1 m e campo de visão de 0.7 graus, equipado com uma câmera CCD de 4k por 4k pixels, refrigerada criogenicamente. A faixa de detecção varia entre a 19ª magnitude e a 21ª, que corresponde à capacidade de detectar detritos espaciais de até 15 cm no anel geoestacionário.